# 上海市洛川学校
上海市洛川學校是中華人民共和國上海市普陀區的一個九年一貫制學校，包含小學和初中。1996年由洛川中學和宜川二村小學合併而成。

## 歷史
上海市洛川學校前身為洛川中學，於1963年8月创建。校址位於泾惠路123号（原泾惠路5号），占地面积8173平方米，建筑面积4594平方米。1982年志长中学撤销，部分师生并入。1996年6月，宜川新村第二小学併入，洛川中学更名為洛川学校。
宜川新村第二小学前身是宜川二村联合职工子弟小学，1953年创建，原校址位於洛川路301号。1979年改公办，並更名为宜川新村第二小学。1981至1986年间，曾列为中心小学。学校占地面积9951平方米，建筑面积4123平方米。1996年6月併入洛川中學。
上海市洛川学校自2005年起開辦滬劇教育，並與宜川路街道以及上海沪剧院三方共建，成立上海市洛川学校沪剧艺术教学中心。2014年獲頒上海市非物质文化遗产十佳传习基地。2018年2月被中華人民共和國教育部列為第二批全国中小学中华优秀文化艺术传承学校名单。

## 外部連結
- 上海市洛川学校的新浪微博